# Artem Bely
Artem Bely (tiếng Belarus: Арцём Белы; tiếng Nga: Артём Белый; sinh 28 tháng 4 năm 1997) là một cầu thủ bóng đá Belarus. Tính đến năm 2017, anh thi đấu cho Isloch Minsk Raion.